# Совместное владение (футбол)
Совместное владение в футболе — сделка, согласно которой два футбольных клуба владеют контрактом с игроком совместно, при этом игрок имеет право выступать только за один футбольный клуб. Система распространена в некоторых странах, в том числе в Италии, Уругвае, Чили и Аргентине.
Как правило, механизм оформления такой сделки следующий: клуб «А» приобретает у клуба «В» 50 % прав на игрока, при этом имея возможность по истечении срока контракта выкупить остальную часть за прописанную в контракте сумму X, с другой стороны, клуб «В», по истечении срока контракта, имеет право контр выкупа прав клуба «А», также за прописанную в контракте сумму Y. По истечении срока контракта, клубы должны договориться кто станет единственным владельцем прав, в случае отсутствия договорённости, проводится «конвертный аукцион», на котором каждая из сторон прописывает на бумаге сумму которую готова заплатить за оставшуюся часть прав, дальше обе бумаги запечатываются в конверт, после вскрытия конвертов, 100 % прав на игрока достаются той стороне, которая предложит больше.
Данный тип сделки отличается от владения правами на игрока третьими лицами тем, что контракт принадлежит исключительно футбольным клубам, а не сторонним управляющим организациям.

## Италия
Совместное владение является общим в итальянском футболе для клубов всех лиг, выступающих под эгидой Итальянской федерации футбола. И руководствуется следующими правилами (статья 102 — diritti di partecipazione):
- Права на футболиста могут быть разделены только в пропорции 50 % на 50 %, и не иначе.
- Права могут быть разделены только между профессиональными футбольными клубами, и никем другим.
- Сделка заключается ровно на один год, по истечении которого клубы должны договориться, кто станет единственным владельцем прав. Допускается продление совместного владения, но только еще на один сезон.
- Заключение сделки возможно только в отношении футболистов, чей контракт истекает не ранее чем через два года с момента события.
- Все действия по сделке — инициирование, продление, расторжение и переуступка третьей стороне — возможны только с согласия футболиста.
- Футболист, находящийся в совместном владении, может быть передан в аренду третьей стороне, а также может быть отдан по взаимозачету по другой сделке[2].

На практике сделки совместного владения заключаются между именитыми клубами, которые выкупают 100 % контрактов молодых перспективных игроков, и позже продают 50 % прав клубам серии B, и низа серии A, с целью предоставить игрокам игровую практику, и в случае если игрок раскроет свой талант и заиграет на высоком уровне, посредством контрвыкупа 50 % прав, вернуть игрока обратно в своё расположение. Таким образом клуб-гранд предоставляет своему футболисту игровую практику, а клуб-совладелец прикладывает усилия для того, чтобы игрок заиграл как можно лучше, с целью заработка денег.

### Плюсы
Практика совместного владения позволяет небогатым клубам за относительно небольшие деньги, получать сильных игроков и зарабатывать на этом.

### Критика
С точки зрения юриспруденции, право совместного владения не является правом собственности, что в свою очередь противоречит правилам УЕФА, а также нормам финансовой отчетности IAS/IFRS. Право совместного владения приводит к большому числу непрозрачных сделок, а «конвертные аукционы», по мнению УЕФА, приравниваются к отмыванию денег. Так, в 2011 году «Рома» заплатила «Сампдории» за половину прав на Джанлуку Курчи всего 500 евро, при рыночной стоимости игрока больше 1 000 000 евро. За отмену права совместного владения в Италии выступают ведущие клубы страны «Ювентус», «Лацио» и «Рома», опасающиеся проверок со стороны УЕФА.